# Pouët
Pouët, o pouet.net, è un catalogo online della demoscene.
Pouet si presenta come una sorta di portale web e di community, dove ognuno può iscriversi, darsi un nickname, assegnarsi un avatar e iniziare a collaborare. La collaborazione consiste nell'aggiungere produzioni all'archivio, commentarle, segnalare errori, doppioni e partecipare al forum.
Pouet.net offre screenshot, la possibilità di commentare ogni produzione, un URL da cui prelevare il o i file, un'eventuale versione video. È inoltre possibile stilare una lista personale ("demology") e consultare il database con molti tipi di ricerche. Vi si trovano produzioni per Windows, DOS, Amiga, C64, e moltissime altre piattaforme.
Pouet ospita anche un forum, il "the oldskool pouët.net bbs" famoso nella demoscene per i meme nati dalle discussioni più o meno serie sul forum stesso.